# Coniochaeta scatigena
Coniochaeta scatigena är en svampart som först beskrevs av Berk. & Broome, och fick sitt nu gällande namn av Cain 1934. Coniochaeta scatigena ingår i släktet Coniochaeta och familjen Coniochaetaceae.  Arten är reproducerande i Sverige. Inga underarter finns listade i Catalogue of Life.